# Hans Weresch
Hans Weresch (* 26. November 1902 in Bencsek (deutsch Deutschbentschek), Königreich Ungarn, Österreich-Ungarn; † 16. Juli 1986 in Freiburg im Breisgau) war rumäniendeutscher Lehrer, Forscher und Kulturpolitiker.

## Leben
Nach seinem Studium in Cluj-Napoca (deutsch Klausenburg), Timișoara (deutsch Temeswar) und Marburg an der Lahn begann Hans Weresch seine Tätigkeit als Volksschullehrer, dann als Studienleiter im Banater Schülerheim, als Deutschlehrer und Studiendirektor am Deutschen römisch-katholischen Knabenlyzeum an der Banatia in Timișoara. Beim Bau und bei der Erweiterung der Banatia war Weresch mit dem Direktor der Anstalt, Josef Nischbach, aktiv beteiligt. Im Jahre 1928 heiratete er Delila Marköszy aus Timișoara.
Im Sommersemester 1929 unterbrach Hans Weresch seine Lehrtätigkeit, um das Pädagogische Seminar der Universität Leipzig zu besuchen. Im Herbst 1929 nostrifizierte er seine Studien an der von Alexandru Ioan Cuza 1860 in Iași (deutsch Jassy oder Jaßenmarkt) gegründeten ersten Universität des Landes und legte 1930 die Lehrbefähigungsprüfung für Rumänien (in Rumänisch, Deutsch und Psychologie) ab. In seiner Weltanschauung stand Weresch zum katholischen Glauben und zur deutschen Gemeinschaft im Banat. Von Vertretern der damals einsetzenden nationalsozialistischen Bewegung der Erneuerer wurde er angefeindet. Von den Arisierungen, also der Enteignung jüdischen Besitzes, profitierte Weresch jedoch insofern, dass er so zusammen mit dem Geschäftsmann Josef Henz Eigentümer des Temeswarer Restaurants „Lloyd“ wurde, das nun den neuen Namen Café und Gaststätte Wien trug. erhielt. Im Jahre 1934 wurde er von der Banater Diözese zum Schulrat der katholischen Mittel- und Oberschulen im rumänischen Banat und im Frühjahr 1943 vom Unterrichtsministerium Rumäniens zum Generalschulinspektor der deutschen Schulen in Rumänien ernannt.
Einen Tag nach dem Königlichen Staatsstreich in Rumänien und dem Seitenwechsel Rumäniens von den Achsenmächten zu den Alliierten wurde Hans Weresch wegen seiner konservativen Weltanschauung am 24. August 1944 verhaftet und im Konzentrationslager Târgu Jiu interniert. Auch nach seiner Entlassung wurde er weiter verfolgt und musste vom Juli 1947 bis zum August 1948 in einem Textilbetrieb arbeiten, um seinen Lebensunterhalt zu verdienen. Nebenbei half er dem kirchlichen Heimkehrer-Hilfswerk durch Sammlung von Lebensmitteln auf den Dörfern. Von ihrer Russland-Deportation erkrankte Heimkehrer wurden in einem Lager in Oradea mithilfe karitativer Organisationen verpflegt.
Auch nach der Schulreform von 1948 konnte Weresch anfangs nur Aushilfslehrer in Bencecu de Sus werden. Vom September 1949 bis 1955 erteilte er Deutschunterricht am „Lyzeum Nr. 2 mit deutscher Unterrichtssprache“, dem späteren Nikolaus Lenau Lyzeum in Timișoara. Durch die Bemühungen von Hans Weresch erhielten die auswärtigen Schüler des Lyzeums ein Internat und eine Kantine, die er durch Theateraufführungen seiner Schüler in Banater Ortschaften finanzierte. Weresch leitete das Internat und die Kantine der Schule ehrenamtlich. Im September 1955 wechselte er an die „Deutsche Pädagogische Schule“ in Timișoara, wo er drei Jahre tätig war. Auch hier erreichte er die Errichtung und Finanzierung eines Internats und einer Kantine.
Am 1. Oktober 1956 gehörte Hans Weresch zu den Begründern der Philologischen Fakultät an der Pädagogischen Hochschule Timișoara, der heutigen Universität des Westens Timișoara, wo er als Dozent für deutsche Sprache und Literatur wirkte. Im Wintersemester 1960 hielt er Vorlesungen über Methodik des Deutschunterricht, die später von Johann Wolf weitergeführt wurde. Hans Weresch hatte schon zuvor die Organisationsarbeit eines schulischen Neubeginns übernommen, und auch diesmal erarbeitete er seinen Vortragsstoff. Als Hilfsmaterial für seine Vorlesungen über deutsche Literatur brachte er in der Universitätsdruckerei (mit Maria Pechtol und Stefan Binder) zwei Bände mit Textinterpretationen für Studierende heraus, hielt selbst die Seminarübungen zu seinen Vorlesungen und leitete in einem wissenschaftlichen Studentenkreis ab 1958 die Erforschung der deutschen Dialekte im Banat ein, aus dem der Arbeitskreis für Mundartforschung, der Plan für ein Wörterbuch der Banater deutschen Mundarten und zahlreiche Diplomarbeiten hervorgingen.
Hans Weresch wurde am 20. April 1960 vom rumänischen Geheimdienst Securitate verhaftet mit der Anklage, von 1930 bis 1950 dem Vatikan und von 1945 bis 1956 der Bundesrepublik Deutschland Spionagematerial über die Lage in Rumänien und besonders der Banater Schwaben geliefert zu haben. Nach seiner Inhaftierung übernahm Eva Marschang die Vorlesungen im Fachbereich „Geschichte der deutschen Literatur von den Anfängen bis zum 19. Jahrhundert“.
Mit dem Einschüchterungsprozess „Reb-Weresch“ vom 25. Januar 1961 sollte der verstärkten Aussiedlungstendenz entgegengewirkt werden.
Die Angeklagten hatten sich auf Namenstagsfeiern getroffen und dabei die kommunistische Regierung und die Enteignung der Deutschen kritisiert. Sie wurden wegen „aufwieglerischer Machenschaften gegen die soziale Ordnung“ angeklagt. Alle 14 Angeklagten des „Lotul Reb / Weresch“ wurden zu 6 bis 16 Jahren Zwangsarbeit verurteilt. Hans Weresch wurde zu 16 Jahren Haft mit schwerer Zwangsarbeit verurteilt. Im Juli 1964 wurde Weresch mit allen politischen Häftlingen in Rumänien begnadigt. In den letzten vier Jahren in Rumänien lebte Weresch mit seiner Familie in großer Not, hatte Berufsverbot und war Demütigungen ausgesetzt, bis er 1968 in die Bundesrepublik Deutschland ausreisen konnte.
In Freiburg im Breisgau arbeitete Hans Weresch dann vierzehn Jahre lang ehrenamtlich beim Deutschen Caritasverband und beim Freiburger Bücherdienst mit, um deutsche Fachliteratur an Intellektuelle im Osten und Südosten Europas zu verbreiten. Weresch unterstützte die Banater Landsmannschaft in Deutschland und betreute Spätaussiedler während ihrer Eingliederung, bemühte sich um ihre Einstellung und gründete 1969 den Kreisverband Freiburg der Landsmannschaft der Banater Schwaben, bei deren jährlichen Zusammenkünften Vorträge und künstlerische Veranstaltungen stattfanden. Er war Mitglied im Bundesvorstand und im Landesverband Baden-Württemberg der Landsmannschaft. Im Jahre 1984 gab er im Selbstverlag mit erheblichen Verlusten die Werke Adam Müller-Guttenbrunns heraus und begründete 1984 die Vierteljahresschrift Banatica. Beiträge zur deutschen Kultur, die bis 2003 erscheinen konnte. Zahlreich sind seine Vorträge an verschiedenen Orten über kulturpolitische und erzieherische Themen sowie Beiträge in den Periodika der Banater Schwaben in der Bundesrepublik Deutschland.

## Kritik
Der Autor Klaus Popa belegte 2006 dokumentarisch, dass Hans Weresch den Banater und Siebenbürgischen Volksgruppenfunktionären nahestand und 1940/1941 Nutznießer der „Arisierung jüdischer Betriebe“ wurde. Seine Lehrkarriere wurde durch dieses Verhältnis eindeutig gefördert.
Als akkreditierter Forscher des Nationalen Rates für das Studium der Archive der Securitate (CNSAS) enthüllte William Totok im Oktober 2011, dass Hans Weresch im Januar 1958 eine Erklärung zur inoffiziellen Mitarbeit mit der Securitate unterzeichnete. Unter dem Decknamen Mayer Iosif lieferte Weresch gegen eine materielle Vergütung sensible Daten über Vertreter der römisch-katholischen Kirche im Banat an die Securitate. Nach der Verhaftung von Hans Reb versuchte Weresch die Securitate mit „geringfügigen Informationen“ hinzuhalten, wie es aus dem Bericht eines Securitateoffiziers hervorgeht. Als Folge wurde Hans Weresch 1960, wie bereits 1959 sein Freund Hans Reb, wegen Vertuschung staatsfeindlicher Aktivitäten verhaftet.

## Publikationen

### Auswahlbibliografie
- Adam Müller-Guttenbrunn und seine Heimatromane. Schwäbische Verlags AG, Timișoara 1927.
- Adam Müller-Guttenbrunn, sein Leben, Denken und Schaffen. Bd. I-II, Freiburg i. Br.: Selbstverlag 1975.
- Deutschbentschek, Ortsmonographie. Freiburg i. Br.: Selbstverlag 1979.

### Arbeiten zur Methodik und Didaktik
- Sinn und Bedeutung der Banater schwäbischen Sprichwörter und Redewendungen. Timișoara: Schwäbische Verlags AG, o. J.
- Deutsche Dichtungen. Eine Sammlung wertvoller Lesestoffe. 12 Folgen. Timișoara: Schwäbische Verlags AG, 1928–1940.
- Deutsches Lesebuch für Mittelschulen in Rumänien, 4 Bde., I.-IV. Klasse (mit Dr. Josef Schütz). Timișoara: Schwäbische Verlags AG, o. J. [1930–1936], nachgedruckt bis 1944
- Deutsche Grammatik für Mittelschulen in Rumänien (mit Dr. Josef Schütz). Timișoara: Schwäbische Verlags AG, o. J. [1931].
- Deutsches Sprachbuch für Mittelschulen und Gymnasien, 4 Bde., I.-IV. Klasse (mit Dr. Johann Wolf). Timișoara: Schwäbische Verlags AG, o. J. [1936–1944].
- Methodische Anleitungen für den Deutschunterricht Muttersprache. V. Klasse (mit J. Csengeri). Bukarest: Staatsverlag für didaktische und pädagogische Literatur 1958.
- Auswahl und Interpretation deutscher Texte von den ältesten Zeiten bis ins 17. Jahrhundert. Bd. 1 und 2, für Germanistik-Studierende und Deutschlehrer (mit Dr. Stefan Binder und Dr. Maria Pechtol). Universitätsdruckerei Timișoara, 1958–1959.
- Banatia. Erlebnisse und Erinnerungen. Festschrift. (7 Mitarbeiter) Freiburg i. Br.: Selbstverlag 1976.

### Editionen
- Adam Müller-Guttenbrunn: Ausgewählte Werke. Bd. I-X, Selbstverlag, Freiburg i. Br. 1976–1980.
- Josef Gabriel d. Ä./Josef Gabriel d. J.: Ausgewählte Werke. Freiburg i. Br.: Selbstverlag 1985.

### Zeitschriften
- Der Jugendfreund. Monatszeitschrift. (mit Josef Nischbach). Timișoara: Schwäbische Verlags AG, 1928–1933.
- Beiträge zur deutschen Kultur. Vierteljahresschrift (mit Horst Fassel). Freiburg i. Br., 1984–2003.